# Sweet Home (série télévisée)
Pour les articles homonymes, voir Sweet Home.
Sweet Home ou Si bien chez soi au Québec (hangeul : 스위트홈 ; RR : Seuwiteuhom ; littéralement « Douce maison ») est une série télévisée dramatique horrifique sud-coréenne en 18 épisodes d’entre 44 et 87 minutes, créée par la production Plan et diffusée depuis le 18 décembre 2020 sur la plate-forme Netflix. Il s’agit de l'adaptation du webtoon du même titre de Kim Carnby et Hwang Young-chan,,.
En juin 2022, la série est reconduite pour deux saisons supplémentaires.

## Synopsis
Cha Hyeon-soo (Song Kang) est solitaire et suicidaire depuis la mort de sa famille dans un accident. Il déménage dans le nouvel appartement d'une résidence plutôt tranquille. Très vite, il remarque d'étranges situations qui se produisent dans son immeuble : les voisins se transmuent en monstres. Comme d'autres résidents et des citadins, il va tenter de survivre…

## Distribution
Sauf indication contraire ou complémentaire, les informations mentionnées dans cette section peuvent être confirmées par la base de données Hancinema

### Acteurs principaux
- Song Kang (VF : Sonny Thongsamouth) : Cha Hyeon-soo
- Lee Jin-wook (VF : Sylvain Agaësse) : Pyeon Sang-wook
  - Lee Eugene (en) : Sang-wook, jeune
- Lee Si-young (VF : Laëtitia Coryn) : Seo I-kyeong
- Park Gyu-young (VF : Alice Orsat) : Yoon Ji-soo
- Go Min-si (VF : Maryne Bertieaux) : Lee Eun-yoo
- Kim Hee-jung (en) (VF : Ninou Fratellini) : Cha Jin-ok
- Kim Gook-Hee (en) (VF : Maïté Monceau) : Son Hye-in
- Lee Joon-woo (en) (VF : Simon Koukissa-Barney) : Ryoo Jae-hwan
- Heo Yool (en) : Kim Su-yeong, 9 ans
- Choi Go (en) : Kim Yeong-su, 6 ans
- Woo Jung-gook (VF : Antoine Schoumsky) : Kang Seong-wan

Photos des acteurs principaux
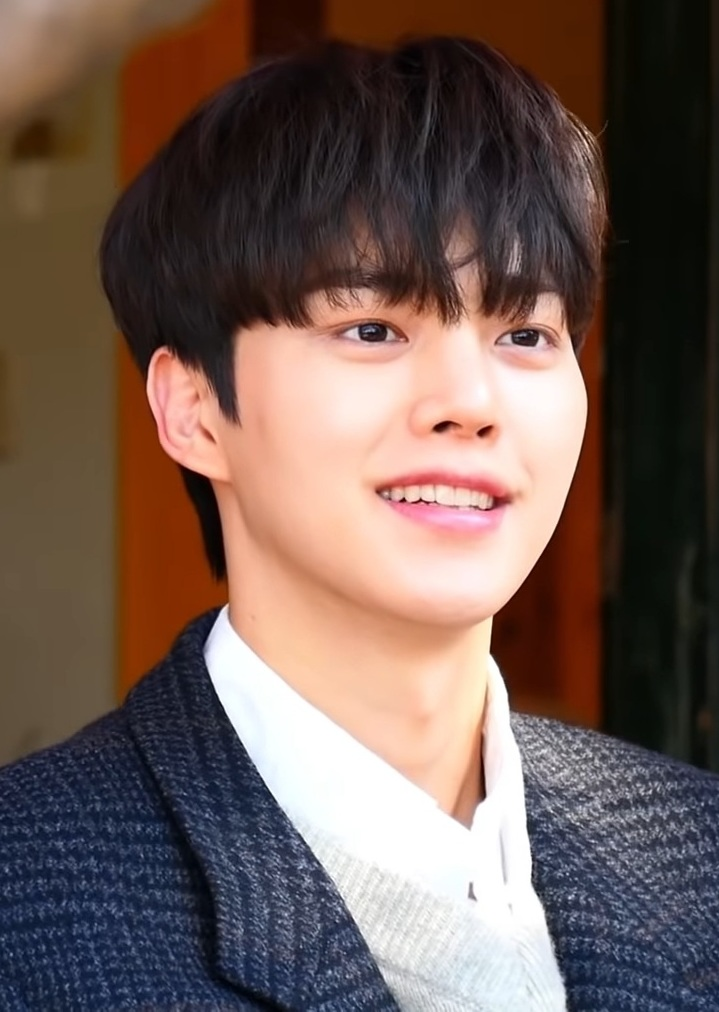
Song Kang interprète Cha Hyeon-soo
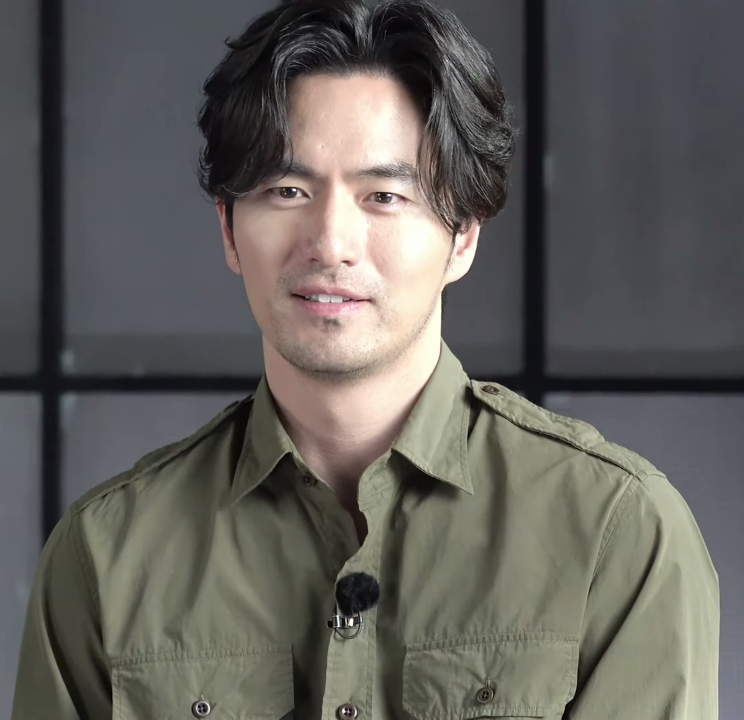
Lee Jin-wook interprète Pyeon Sang-wook
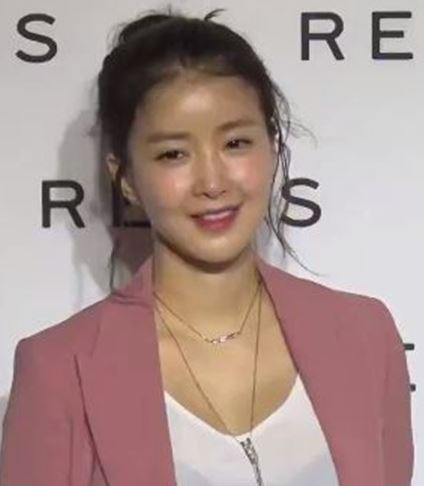
Lee Si-young interprète Seo I-kyeong
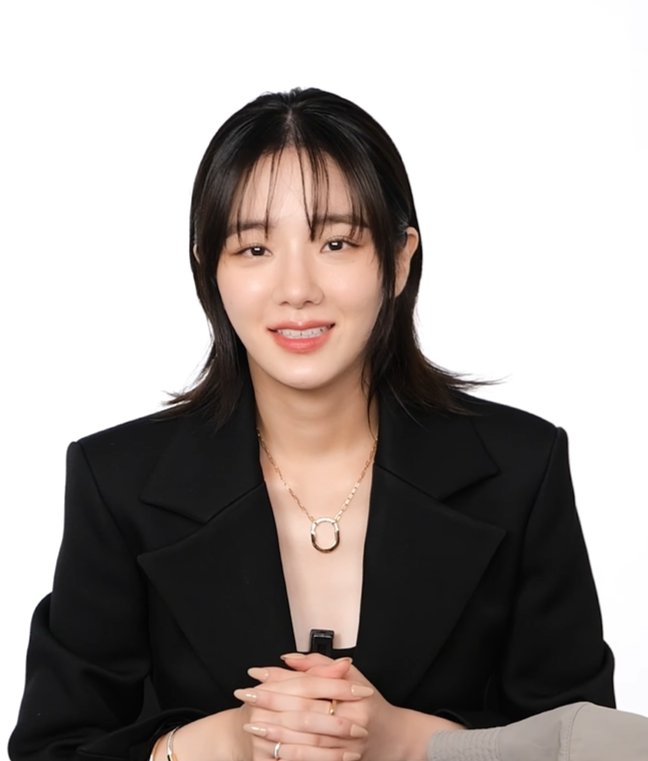
Park Gyu-young interprète Yoon Ji-soo
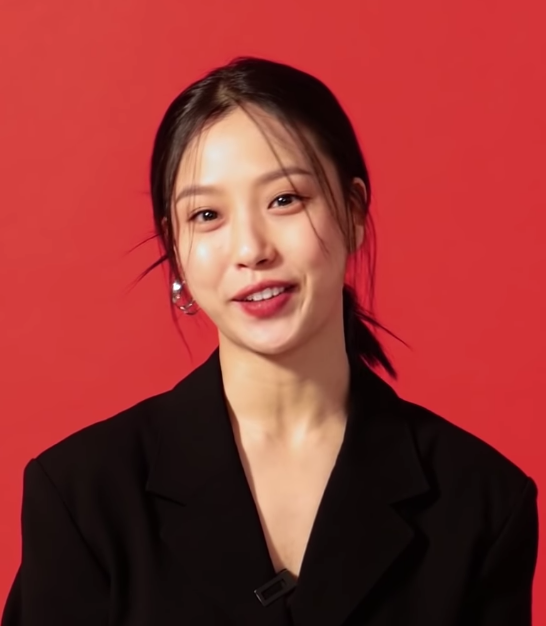
Go Min-si interprète Lee Eun-yoo
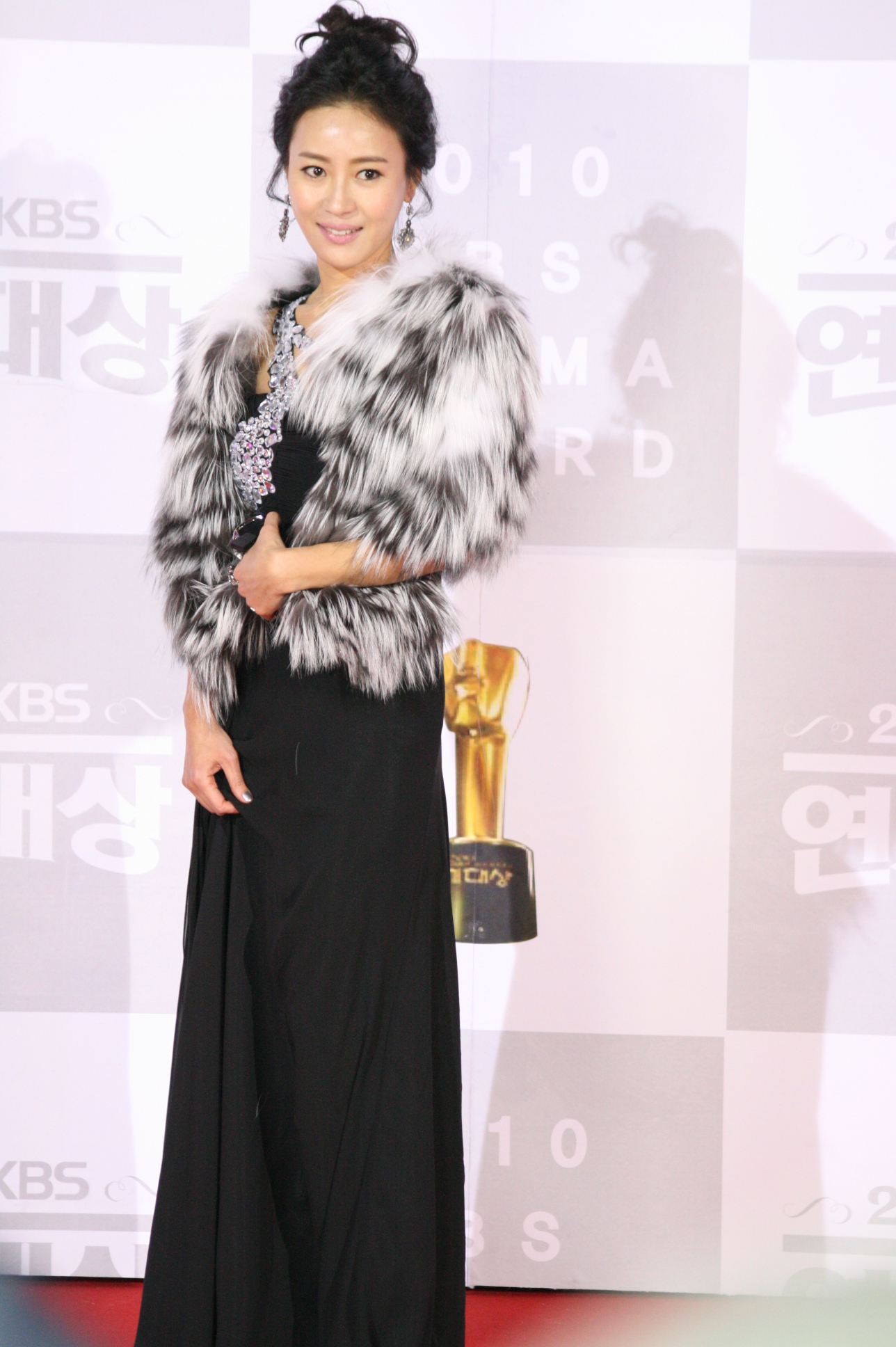
Kim Hee-jung interprète Cha Jin-ok
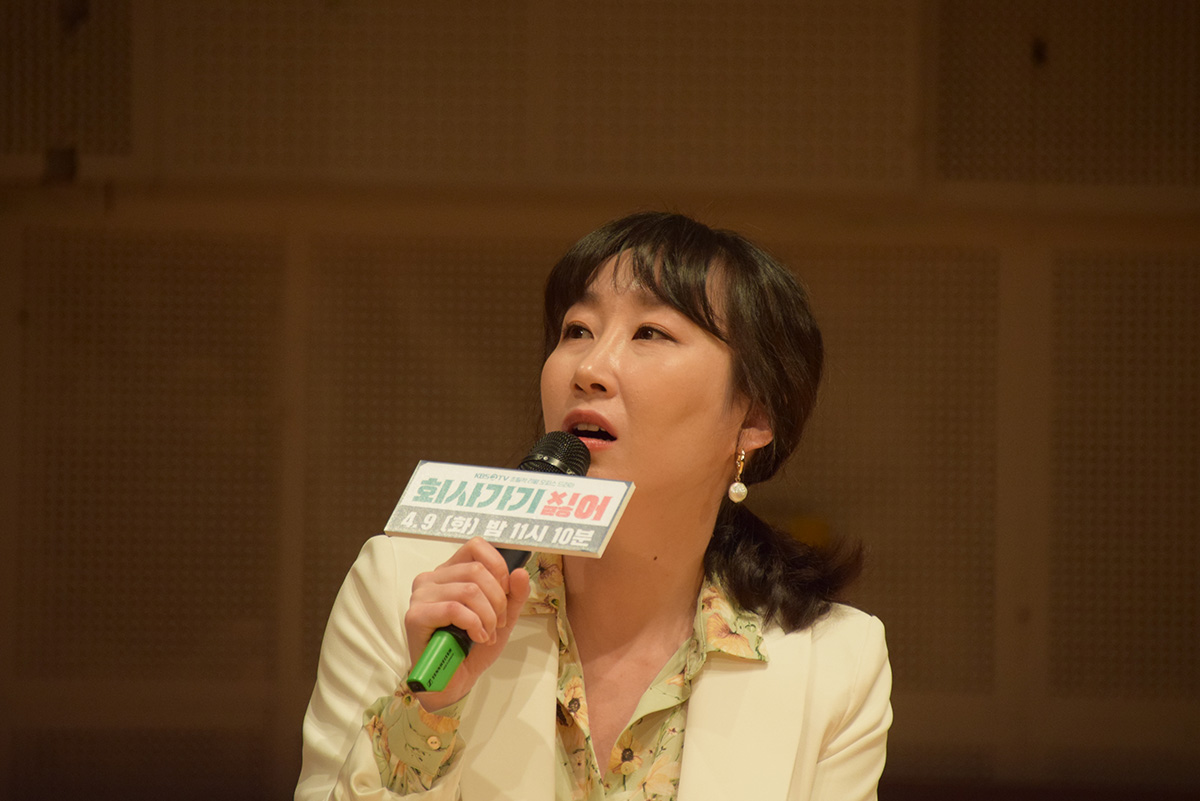
Kim Gook-Hee interprète Son Hye-in

### Acteurs récurrents

#### Première saison
- Lee Do-hyun (VF : Gauthier Battoue) : Lee Eun-hyeok
- Kim Nam-hee (en) (VF : Alexandre Gillet) : Jeong Jae-heon
- Kim Sang-ho (en) (VF : Xavier Fagnon) : Han Doo-sik
- Kim Hyun (en) (VF : Yumi Fujimori) : An Seon-yeong
- Woo Hyun (VF : Jean-Loup Horwitz) : Kim Seok-hyeon
- Go Youn-jung (VF : Ludivine Maffren) : Park Yoo-ri
- Kim Kap-soo (en) (VF : Michel Dodane) : Ahn Gil-seop
- Lim Soo-hyung (VF : Adrien Larmande) : Noh Byeong-il
- Lee Bong-ryun (en) : Lim Myeong-sook
- Ko Gun-han (en) (VF : Aurélien Raynal) : Choi Yoon-jae
- Kim Sung-cheol (en) (VF : Clément Moreau) : Jeong Wooi-myeong
- Ahn Dong-goo (en) : Lee Soo-woong
- Park Jin-soo : Park Min-joo
- Jeong Ha-dam (en) : Kim Ji-eun
- Kim Ji-eun : Han Yu-jin
- Lee Ji-ha (en) : un sergent de l'armée
- Lee Ji-ha : Moon Hyeon-sook, la mère de Hyeon-soo
- Kim Yi-kyung (en) : Cha Soo-ah, jeune sœur de Hyun-su
- Lee Ki-hyuk (en) : Hwang Seung-jae, le pyromane
- Yoon Ji-on (en) : Hae-rang, petit-ami décédé de Yoon Ji-su
- Ham Sung-min (en) : Park Ju-yeong, camarade harcelé de Hyun-su
- Park Ah-in (en) : la « fille d'à côté », voisine de Hyun-su transformée en monstre glouton
- Dane DiLiegro (en) : le monstre « protéiné »
- Remington Hoffman (VF : Juan Llorca) : Do-hoon

#### Deuxième saison
- Yu Oh-seong (en) : l'adjugeant Tak In-hwan
- Oh Jung-se : Dr Lim, chercheur de vaccins
- Kim Mu-yeol (en) : le sergent chef Kim Young-hoo
- Jung Jin-young : le soldat Park Chan-young
- Kim Shin-rok : le directeur général en chef Ji
- Kim Dong-young (en) : Oh Jun-il, nouveau résident
- Yoon Se-ah : Bong Seon-hwa
- Byun Jung-hee : la mère d'Oh Jun-il
- Yang Hye-ji (en) : Jung Ye-seul, fille de Ji
- Kim Si-a : la fille mutée de Seo Yi-kyung ???????????
  - Ki So-yu : la fille mutée de Seo Yi-kyung, jeune
- Hyun Bong-sik : Wang Ho-sang, survivant errant dans la rue
- Chae Won-bin : Ha-ni, survivant accompagné de Wang Ho-sang
- Kim Jung-woo : le père Peter
- Hong Su-zu : Jin-a
- Jung Suk-won (en) : le sergent Min Seo-jin
- Heo Nam-joon : Kang Seok-Chan
- Jeong Jong-hyun : Kim Jong-hyun

## Production

### Distribution des rôles
En décembre 2019, Netflix annonce officiellement que le tournage a déjà commencé avec les acteurs Song Kang, Lee Jin-wook et Lee Si-young dans les rôles principaux, ainsi que
Lee Do-hyun, Kim Nam-hee, Go Min-si, Park Gyu-young, Go Yoon-jung, Kim Kap-soo et Kim Sang-ho dans les seconds rôles,

### Tournage

en monstre « protéiné » dans les coulisses.

Le tournage a lieu à Daejeon, entre septembre 2019 et février 2020, sur 11 500 mètres carrés où plus de 90 % de la série est filmée,.
Les spécialistes de Legacy Effects, VFX Studio Westworld et Spectral Motion, ayant travaillé sur des films comme Avatar et Avengers ainsi que les séries télévisées Game of Thrones et Stranger Things, ont été engagés pour aboutir la série,.

### Musique
La musique de la série est composée par de différents interprètes, dont les plus connus Bewhy et Shoon, et sortie le 25 décembre 2020 chez Stone Music Entertainment :
| 1.  | 나란히 (Side by Side)   | Bewhy                    |  |
| 2.  | Sweet Home              | Yongzoo                  |  |
| 3.  | Dies Irae               | 조윤정                   |  |
| 4.  | Lost Time               | Gaemi et Park Jeong-hwan |  |
| 5.  | Gnarled Hands           | 박정환                   |  |
| 6.  | I am a Soldier          | Shoon                    |  |
| 7.  | Trauma                  | 박윤서                   |  |
| 8.  | Protein                 | Gaemi                    |  |
| 9.  | Monster Slayers         | 이종한                   |  |
| 10. | Cracked                 | 박미선                   |  |
| 11. | Infection               | Shoon                    |  |
| 12. | Escape                  | 김용                     |  |
| 13. | 4 Strings of Sweet Home | Gaemi                    |  |
| 14. | Being Distorted         | 박정환                   |  |
| 15. | Dark Sun                | Gaemi                    |  |
| 16. | Chaotic Fear            | 이종한                   |  |
| 17. | Despair                 | Gaemi                    |  |
| 18. | Emergency               | 박윤서                   |  |
| 19. | Tears of Sweet Home     | Gaemi et Park Jeong-hwan |  |
| 20. | Undead                  | 이준화                   |  |
| 21. | In the Dark             | 이성구                   |  |
| 22. | Go Down                 | 이윤정                   |  |
| 23. | What the Hell am I?     | Shoon                    |  |
| 24. | Still Here              | 김은재                   |  |
| 25. | Dark Sun (Ver. 2)       | Gaemi                    |  |

### Fiche technique
Sauf indication contraire, les informations mentionnées dans cette section peuvent être confirmées par la base de données cinématographiques IMDb,  présente dans la section « Liens externes ».
- Titre original : 스위트홈
- Titre international et français : Sweet Home
- Titre québécois : Si bien chez soi[1]
- Création : la production PLan, d’après le webtoon du même titre de Kim Carnby et Hwang Young-chan
- Réalisation : Lee Eung-bok, Jang Young-woo et Park So-hyun
- Scénario : Hong So-ri, Kim Hyung-min et Park So-jung
- Musique : Gaemi (première saison) et Nam Hye-seung (deuxième saison)
- Photographie : n/a
- Montage : Kim Woo-seok
- Production : Choi Jin-hee (première saison), Kim Jae-hyun (deuxième saison)
- Production déléguée : Kim Young-kyu
- Sociétés de production : Studio Dragon et Studio N
- Société de distribution : Netflix (monde)
- Pays d’origine :  Corée du Sud
- Langue originale : coréen
- Format : couleur - ultra HD 4K - Dolby Digital
- Genres : drame horrifique
- Saison : 3
- Épisodes : 26
- Durée : 44 à 87 minutes
- Date de diffusion :
  - Monde : 18 décembre 2020 sur Netflix

## Épisodes

### Première saison
La première saison de la série comporte dix épisodes, dépourvus de titres et diffusés le 18 décembre 2020.

### Deuxième saison
La deuxième saison comporte huit épisodes, dépourvus de titres et diffusés le 1er décembre 2023.

### Troisième saison
La troisième saison comporte huit épisodes diffusés le 19 juillet 2024.